# Coniophanes
Genre
Coniophanes est un genre de serpents de la famille des Dipsadidae.

## Répartition
Les espèces de ce genre se rencontrent du Pérou au Sud des États-Unis.

## Description
Ce sont des serpents qui atteignent de 30 à 50 centimètres. Ils sont en général rouge-orange dessus, le reste du corps étant brun plus ou moins sombre avec des bandes noires longitudinales, bien que certains individus ne présentent pas de bandes.
Ce sont des reptiles terrestres et nocturnes. Ils se nourrissent de petits rongeurs, reptiles ou amphibiens.
Les femelles pondent jusqu'à 10 œufs qui incubent durant environ 40 jours. Les petits mesurent environ 16 cm à la naissance.

## Liste des espèces
Selon The Reptile Database (29 août 2013) :
- Coniophanes alvarezi Campbell, 1989
- Coniophanes andresensis Bailey, 1937
- Coniophanes bipunctatus (Günther, 1858)
- Coniophanes dromiciformis (Peters, 1863)
- Coniophanes fissidens (Günther, 1858)
- Coniophanes imperialis (Baird, 1859)
- Coniophanes joanae Myers, 1966
- Coniophanes lateritius Cope, 1862
- Coniophanes longinquus Cadle, 1989
- Coniophanes melanocephalus (Peters, 1869)
- Coniophanes meridanus Schmidt & Andrews, 1936
- Coniophanes michoacanensis Flores-Villela & Smith, 2009
- Coniophanes piceivittis Cope, 1869
- Coniophanes quinquevittatus (Duméril, Bibron & Duméril, 1854)
- Coniophanes sarae Ponce-Campos & Smith, 2001
- Coniophanes schmidti Bailey, 1937
- Coniophanes taylori Hall, 1951

## Publication originale
- Cope, 1861 "1860" : Catalogue of the Colubridæ in the Museum of the Academy of Natural Sciences of Philadelphia with notes and descriptions of new species. Part 2. Proceedings of the Academy of Natural Sciences of Philadelphia, vol. 12, p. 241-266 (texte intégral).